# 流沙刑
《流沙刑》（瑞典語：Störst av allt）是2019年Netflix原創瑞典犯罪電視影集，也是Netflix首部瑞典語影集，改編自瑪琳·佩爾森·吉歐利托的同名小說，本劇於2019年4月5日在線上串流媒體平台Netflix首播。

## 概要
斯德哥爾摩富人區于什霍尔姆（Djursholm）的一所預備學校內發生一起大規模槍擊案，一名就讀於公立高中的女生马亚·努尔贝里因此被控謀殺罪並接受審判。伴隨著這一悲劇事件的發生，她與塞巴斯蒂安·法格曼以及他的失能家庭之間的私密往事全部被曝光。

## 演員與角色

### 主要角色
- 漢娜·阿爾德恩（瑞典语：Hanna Ardéhn） 飾演 马莉亚·「马亚」·努尔贝里（Maria "Maja" Norberg）
- 菲利克斯·桑德曼 飾演 塞巴斯蒂安·「塞貝」·法格曼（Sebastian "Sibbe" Fagerman）
- 威廉·斯皮茨（瑞典语：William Spetz） 飾演 薩米爾（Samir Said），槍擊案唯一倖存者。
- 艾拉·拉皮奇（瑞典语：Ella Rappich） 飾演 亞曼達·斯提恩（Amanda Steen），马亚的閨蜜
- 阿爾維德·沙德（瑞典语：Arvid Sand） 飾演 拉貝（Lars-Gabriel "Labbe" Sager-Crona）
- 大衛·登奇克（瑞典语：David Dencik） 飾演 彼得·桑德（Peder Sander），辯方律師
- 瑪麗亞·桑德布姆（瑞典语：Maria Sundbom） 飾演 萊娜·帕森（Lena Pärsson），檢方律師
- 麗貝卡·海姆斯（瑞典语：Rebecka Hemse） 飾演 漢娜特·尼爾森（Jeanette Nilsson），檢察官
- 魯本·薩勒曼德（瑞典语：Reuben Sallmander） 飾演 克羅斯·法格曼（Claes Fagerman），塞巴斯蒂安的父親
- 安娜·比約克（瑞典语：Anna Björk） 飾演 卡蜜拉·諾堡（Camilla Norberg），马亚的母親

### 常設角色
- 艾瑞斯·赫恩格倫（瑞典语：Iris Herngren） 飾演 蓮娜·諾堡（Lina Norberg），马亚的妹妹
- 馬拉爾·納西里（瑞典语：Marall Nasiri） 飾演 蘇西（Susse Zanjani），監獄看守人員
- 克里斯托弗·沃爾特（瑞典语：Christopher Wollter） 飾演 艾利克·諾堡 （Erik Norberg），马亚的父親
- 珍妮特·霍爾格倫（瑞典语：Jeanette Holmgren） 飾演 瑪格麗塔（Margareta "Mags" Sager-Crona），拉貝的母親
- 海倫娜·桑德伯格（瑞典语：Helena af Sandeberg） 飾演 咪咪·斯提恩（Mimmi Steen），亞曼達的母親
- 蘇海布·薩利赫（瑞典语：Suheib Saleh） 飾演 丹尼斯（Dennis Oryema），毒販
- 艾文·艾哈邁德（瑞典语：Evin Ahmad） 飾演 艾雯·歐瑞克（Evin Orak），辯方律師助理
- 史凡·沃特（英语：Sven Wollter） 飾演 马亚的祖父
- 桑蒂·羅尼（瑞典语：Shanti Roney） 飾演 克里斯特（Christer Svensson），老師

## 集數
| 季數 | 集数 | 集数 | 上線日期     | 上線日期     |
| ---- | ---- | ---- | ------------ | ------------ |
| 1    | 6    | 6    | 2019年4月5日 | 2019年4月5日 |

| 集數 | 標題                  | 導演                            | 編劇                                                 | 上線日期     |
| ---- | --------------------- | ------------------------------- | ---------------------------------------------------- | ------------ |
| 1    | 瑪亞 Maja             | 皮爾-奧拉夫·索倫森              | 卡蜜拉·阿爾格倫和 瑪琳·佩爾森·吉歐利托               | 2019年4月5日 |
| 2    | 羈押 Förhöret         | 皮爾-奧拉夫·索倫森              | 卡蜜拉·阿爾格倫和 薇洛妮卡·扎科（Veronica Zacco）    | 2019年4月5日 |
| 3    | 喪禮 Begravningen     | 皮爾-奧拉夫·索倫森和麗莎·法扎內 | 卡蜜拉·阿爾格倫和 艾力克斯·哈迪（Alex Haridi）       | 2019年4月5日 |
| 4    | 重建 Rekonstruktionen | 皮爾-奧拉夫·索倫森和麗莎·法扎內 | 卡蜜拉·阿爾格倫、艾力克斯·哈迪和瑪琳·佩爾森·吉歐利托 | 2019年4月5日 |
| 5    | 審判 Rättegången      | 皮爾-奧拉夫·索倫森              | 卡蜜拉·阿爾格倫、薇洛妮卡·扎科和瑪琳·佩爾森·吉歐利托 | 2019年4月5日 |
| 6    | 證人 Vittnena         | 皮爾-奧拉夫·索倫森              | 卡蜜拉·阿爾格倫和瑪琳·佩爾森·吉歐利托                | 2019年4月5日 |

## 獎項和提名
| 年份 | 大獎   | 類別         | 提名作品        | 結果 | Ref.  |
| ---- | ------ | ------------ | --------------- | ---- | ----- |
| 2019 | 水晶獎 | 年度電視節目 | 《流沙刑》      | 獲獎 | [ 6 ] |
| 2019 | 水晶獎 | 最佳女主角   | 漢娜·阿爾德恩   | 獲獎 | [ 6 ] |
| 2019 | 水晶獎 | 最佳男主角   | 菲利克斯·桑德曼 | 提名 | [ 6 ] |

## 資料來源
1. ↑  . Netflix Media Center. 2017-09-07  [2018-04-05]. （原始内容存档于2019-09-26） （英国英语）.
2. ↑  Petski, Denise. . Deadline. 2017-09-07  [2018-04-05]. （原始内容存档于2020-11-12） （英国英语）.
3. ↑  . Netflix Media Center. 2018-07-02  [2018-09-29]. （原始内容存档于2020-04-22） （英国英语）.
4. ↑  Bergqvist, Mattias. . Expressen. 2019-01-31  [2019-02-22]. （原始内容存档于2019-10-17） （瑞典语）.
5. ↑  . The Futon Critic.   [5 April 2019]. （原始内容存档于2021-02-11）.
6. ↑  . Wikipedia. 2022-09-04 （瑞典语）.

## 外部連結
- 在Netflix上觀看《流沙刑》
- 互联网电影数据库（IMDb）上《流沙刑》的资料（英文）
- 豆瓣电影上《流沙刑》的資料 （简体中文）